# 良雲院
良雲院（りょううんいん、生年不明 - 寛永14年3月12日（1637年4月7日））は、安土桃山時代から江戸時代初期にかけての女性。徳川家康の側室。名は竹。父は武田家の旧臣である市川昌永(市川氏)とされる。
於竹の方（おたけのかた）。

## 生涯
武田家の旧臣である市川昌永の娘とされるが、他にも武田家旧臣である穴山信君や秋山虎康、または武田信玄の娘であるという説もある。天正8年（1580年）に徳川家康との間に三女の振姫を出産していることから、この頃に側室となったと考えられる。しかし、振姫の生母を家康の側室である下山殿とする説もあり、定かではない。
寛永14年3月12日（1637年4月7日）、死去。戒名は良雲院殿天譽壽清大姉。墓所は東京都台東区にある西福寺。また供養塔が長野県長野市の善光寺にある。